# Бьярни Херьюльфссон
Бьярни Херюльфссон (норв. Bjarni Herjólfsson; X век) — норвежский (исландский) мореплаватель, который, согласно преданию, впервые достиг побережья Америки в 986 году.
«Сага о гренландцах» сообщает, что Бьярни плыл из Исландии к своим родителям, которые в тот год решили отправиться в Гренландию. Однако в то лето 985 или 986 года Бьярни сбился с курса из-за шторма, не имея ни карты, ни компаса. Поскольку ранее он не бывал в Гренландии, он поплыл наугад. Далеко на западе он обнаружил холмы, покрытые лесами, которые выглядели пригодными для проживания. Бьярни, тем не менее, хотел добраться до родителей и не стал высаживаться на берег и исследовать новые земли. Он сообщил о них и в Гренландии, и в Норвегии, но в то время никто не проявил интереса к его открытию.
Десять лет спустя Лейф Эриксон отнёсся к сообщению Бьярни более серьёзно, купил судно, на котором Бьярни путешествовал, нанял команду из 35 человек и отправился на поиски новой земли, в результате чего достиг, как считается сейчас, Ньюфаундленда и основал там колонию Винланд.

## В литературе
Путешествие другого скандинавского путешественника Торфинна Карлсефни в Америку легло в основу романа Гарри Гаррисона «Фантастическая сага». Один из главных героев книги — Барни Хендриксон, продюсер голливудской кинокомпании, спасая её от банкротства, при помощи машины времени отправляется в начало второго тысячелетия сначала в Скандинавию, а потом в Винланд для того, чтобы снять фильм о колонизации викингами Америки. В результате его действий в прошлом он становится героем скандинавских саг под именем Бьярни Херьюльфссона.